# Пурисима
Пурисима (исп. Purísima) — город и муниципалитет на севере Колумбии, на территории департамента Кордова.

## История
Поселение, из которого позднее вырос город, было основано 5 октября 1777 года доном Антонио де Ла-Торре-и-Мирандой. Муниципалитет Пурисима был выделен в отдельную административную единицу в 1934 году.

## Географическое положение

Муниципалитет Пурисима

Город расположен на северо-востоке департамента, в пределах Прикарибской низменности, к северу от озера Сьенага-Гранде, на расстоянии приблизительно 50 километров к северо-востоку от города Монтерии, административного центра департамента. Абсолютная высота — 6 метров над уровнем моря.
Муниципалитет Пурисима граничит на северо-западе и западе с территорией муниципалитета Сан-Антеро, на юго-западе и юге — с муниципалитетом Лорика, на востоке — с муниципалитетом Момиль, на севере — с территорией департамента Сукре. Площадь муниципалитета составляет 132 км².

## Население
По данным Национального административного департамента статистики Колумбии, совокупная численность населения города и муниципалитета в 2015 году составляла 15 073 человека.
Динамика численности населения муниципалитета по годам:
| 2005   | 2006   | 2007   | 2008   | 2009   | 2010   | 2011   | 2012   | 2013   | 2014   | 2015   |
| ------ | ------ | ------ | ------ | ------ | ------ | ------ | ------ | ------ | ------ | ------ |
| 14 677 | 14 704 | 14 738 | 14 772 | 14 815 | 14 853 | 14 911 | 14 947 | 14 989 | 15 027 | 15 073 |

Согласно данным переписи 2005 года мужчины составляли 51 % от населения Пурисимы, женщины — соответственно 49 %. В расовом отношении белые и метисы составляли 58,7 % от населения города; индейцы — 34 %; негры, мулаты и райсальцы — 7,3 %.
Уровень грамотности среди всего населения составлял 80,3 %.

## Экономика
61,4 % от общего числа городских и муниципальных предприятий составляют предприятия торговой сферы, 23,6 % — предприятия сферы обслуживания, 15 % — промышленные предприятия.

## Транспорт
Через город проходит национальное шоссе № 78 (исп. Ruta Nacional 78).